# Ґерт Лотсі
Ґерт Лотсі (нід. Geert Lotsij, 13 січня 1878 — 29 червня 1959) — нідерландський академічний веслувальник.
Срібний призер Олімпійських Ігор 1900 року в складі розпашної четвірки зі стерновим Б.